# Atletica leggera ai Giochi della XVI Olimpiade - Lancio del giavellotto maschile

Video della Finale (film ufficiale dei Giochi)

La competizione del lancio del giavellotto maschile di atletica leggera ai Giochi della XVI Olimpiade si è disputata il giorno 26 novembre 1956 al Melbourne Cricket Ground.

## L'eccellenza mondiale
| Campione olimpico 1952        | 73,78      | Cyrus Young  | Presente |
| Campione europeo 1954         | 76,35      | Janusz Sidło | Presente |
| Primatista mondiale           | 83,66 1956 | Janusz Sidło | Presente |
| Vincitore delle selezioni USA | 74,65      | Cyrus Young  | Presente |

## Risultato

### Turno eliminatorio
Qualificazione66,00 m
Quindici atleti ottengono la misura richiesta.

La miglior prestazione appartiene a Cyrus Young (USA) che con 74,76 stabilisce il nuovo record olimpico.
| Pos. | Atleta             | Nazione          | Misura | Lanci | Lanci | Lanci |
| Pos. | Atleta             | Nazione          | Misura | 1°    | 2°    | 3°    |
| ---- | ------------------ | ---------------- | ------ | ----- | ----- | ----- |
| 1    | Cyrus Young        | Stati Uniti      | 74,76  | 63,30 | 74,76 | -     |
| 2    | Egil Danielsen     | Norvegia         | 74,15  | 74,15 | -     | -     |
| 3    | Vladimir Kuznetsov | Unione Sovietica | 73,89  | 64,88 | 73,89 | -     |
| 4    | Herbert Koschel    | Germania         | 72,90  | 72,90 | -     | -     |
| 5    | Aleksandr Gorškov  | Unione Sovietica | 72,31  | 72,31 | -     | -     |
| 6    | Janusz Sidło       | Polonia          | 72,00  | 72,00 | -     | -     |
| 7    | Michel Macquet     | Francia          | 71,23  | 71,23 | -     | -     |
| 8    | Viktor Cybulenko   | Unione Sovietica | 71,20  | 71,20 | -     | -     |
| 9    | Benny Garcia       | Stati Uniti      | 71,17  | 71,17 | -     | -     |
| 10   | Heiner Will        | Germania         | 70,38  | 52,56 | 64,68 | 70,38 |
| 11   | Giovanni Lievore   | Italia           | 69,64  | 69,64 | -     | -     |
| 12   | Phil Conley        | Stati Uniti      | 68,50  | 68,50 | -     | -     |
| 13   | Jan Kopyto         | Polonia          | 68,19  | 68,19 | -     | -     |
| 14   | Muhammad Nawaz     | Pakistan         | 67,57  | 59,44 | 61,62 | 67,57 |
| 15   | Sándor Krasznai    | Ungheria         | 67,39  | 61,87 | 67,39 | -     |
| 16   | Bob Grant          | Australia        | 65,76  | n     | 65,76 | 61,50 |
| 17   | Jalal Khan         | Pakistan         | 65,35  | 65,35 | n     | 61,61 |
| 18   | Léon Syrovatski    | Francia          | 64,58  | 61,06 | 62,65 | 64,58 |
| 19   | Reinaldo Oliver    | Porto Rico       | 63,68  | 55,85 | 52,42 | 63,68 |
| 20   | Peter Cullen       | Gran Bretagna    | 62,77  | n     | 61,37 | 62,77 |
| 21   | Jim Achurch        | Australia        | 57,09  | 57,09 | 43,43 | n     |

### Finale
Viktor Cybulenko batte a ripetizione il record olimpico: 74,96 alla prima prova, 75,84 alla seconda. Ma alla terza viene superato da Janusz Sidło, che lancia una bordata a 79,98. Cyrus Young non va oltre 68,64 m e deve dire addio ai sogni di gloria.

Al quarto lancio il norvegese Danielsen lascia tutti di stucco con una spallata a 85,71 che strappa a Sidło vittoria e primato del mondo.
| Pos.    | Atleta             | Età | Nazione          | Misura | Lanci | Lanci | Lanci | Lanci | Lanci | Lanci |
| Pos.    | Atleta             | Età | Nazione          | Misura | 1°    | 2°    | 3°    | 4°    | 5°    | 6°    |
| ------- | ------------------ | --- | ---------------- | ------ | ----- | ----- | ----- | ----- | ----- | ----- |
| Oro     | Egil Danielsen     | 23  | Norvegia         | 85,71  | 72,60 | 68,49 | 70,75 | 85,71 | 72,60 | 68,86 |
| Argento | Janusz Sidło       | 23  | Polonia          | 79,98  | 72,78 | n     | 79,98 | 79,70 | 75,79 | 73,50 |
| Bronzo  | Viktor Cybulenko   | 26  | Unione Sovietica | 79,5   | 74,96 | 75,84 | 71,74 | 79,50 | 72,98 | 63,24 |
| 4       | Herbert Koschel    | 34  | Germania         | 74,68  | 74,68 | 60,80 | 69,88 | 61,66 | n     | 61,29 |
| 5       | Jan Kopyto         | 22  | Polonia          | 74,28  | 71,82 | 73,32 | 73,02 | 74,28 | 57,20 | 73,27 |
| 6       | Giovanni Lievore   | 24  | Italia           | 72,88  | 71,26 | 72,88 | 67,46 | 65,58 | 64,87 | 55,78 |
| 7       | Michel Macquet     | 24  | Francia          | 71,84  | 70,03 | 70,11 | 71,84 |       |       |       |
| 8       | Aleksandr Gorškov  | 27  | Unione Sovietica | 70,32  | n     | n     | 70,32 |       |       |       |
| 9       | Heiner Will        | 30  | Germania         | 69,86  | 69,86 | 67,39 | n     |       |       |       |
| 10      | Phil Conley        | 22  | Stati Uniti      | 69,74  | 69,74 | 60,92 | 69,59 |       |       |       |
| 11      | Cyrus Young        | 28  | Stati Uniti      | 68,64  | n     | 66,32 | 68,64 |       |       |       |
| 12      | Vladimir Kuznetsov | 25  | Unione Sovietica | 67,14  | 65,65 | 62,80 | 67,14 |       |       |       |
| 13      | Sándor Krasznai    | 23  | Ungheria         | 66,33  | 66,33 | 60,03 | 59,78 |       |       |       |
| 14      | Muhammad Nawaz     | 32  | Pakistan         | 62,55  | 62,55 | 59,42 | 61,13 |       |       |       |
| 15      | Benny Garcia       | 23  | Stati Uniti      | NM     | n     | n     | n     |       |       |       |